# Schizoprymnus quadridens
Schizoprymnus quadridens är en stekelart som beskrevs av Sergey A. Belokobylskij 1998. Schizoprymnus quadridens ingår i släktet Schizoprymnus och familjen bracksteklar. Inga underarter finns listade i Catalogue of Life.